# Aek Suhut Tr
Aek Suhut Tr is een bestuurslaag in het regentschap Padang Lawas Utara van de provincie Noord-Sumatra, Indonesië. Aek Suhut Tr telt 244 inwoners (volkstelling 2010).